# Bakhuis Airstrip
Bakhuis Airstrip is een vliegveld nabij het dorp Bakhuis en het Bakhuisgebergte in het district Sipaliwini in Suriname.
Er zijn rond de zeven maatschappijen die het vliegveld aandoen. Er zijn lijnvluchten naar Zorg en Hoop Airport in Paramaribo. 
De ondergrond van de landingsbaan is van zand. De baan heeft een lengte van circa 660 meter en ligt op een hoogte van 94 meter. De baan stijgt in zuidelijke richting.